# East Alton
East Alton es una villa ubicada en el condado de Madison en el estado estadounidense de Illinois. En el Censo de 2010 tenía una población de 6301 habitantes y una densidad poblacional de 437,4 personas por km².

## Geografía
East Alton se encuentra ubicada en las coordenadas 38°53′3″N 90°6′29″O / 38.88417, -90.10806. Según la Oficina del Censo de los Estados Unidos, East Alton tiene una superficie total de 14.41 km², de la cual 13.8 km² corresponden a tierra firme y (4.21%) 0.61 km² es agua.

## Demografía
Según el censo de 2010, había 6301 personas residiendo en East Alton. La densidad de población era de 437,4 hab./km². De los 6301 habitantes, East Alton estaba compuesto por el 95.19% blancos, el 1.89% eran afroamericanos, el 0.22% eran amerindios, el 0.25% eran asiáticos, el 0% eran isleños del Pacífico, el 0.19% eran de otras razas y el 2.25% pertenecían a dos o más razas. Del total de la población el 1.21% eran hispanos o latinos de cualquier raza.